# Аарон Старший га-Рофе бен Иосеф
Ааро́н Ста́рший га-Рофе́ бен Йосе́ф (др.-евр. אהרון בן יוסף הרופא‬; 1260—1320) — караимский учёный, философ-богослов, экзегет, законовед, писатель, литургический поэт и врач.

## Биография
Согласно Мордехаю Кокизову, родился в Константинополе. Жил в молодости в городе Солхате (ныне Старый Крым), остальные годы — в городе Константинополе; был учителем, газзаном и проповедником и занимался врачебной практикой.
«Страстно стремившийся к достижению истины без всяких предрассудков», как говорил сам Аарон, он много путешествовал, знакомился с лучшими учёными своего времени и старательно изучал не только караимскую, но и общееврейскую и талмудическую литературы.

## Литературная деятельность
Обладая от природы светлым и трезвым умом и вооружившись разносторонними глубокими познаниями, Аарон написал много ценных трудов. Из дошедших до нас произведений Аарона наиболее замечательными является книга «Мивхар». Она составляет обширный комментарий на Тору. Изложенное сжатым, но необычайно изящным, изысканным языком, сочинение это, считаясь одним из лучших творений караимского духа, до настоящего момента не утратило своего значения и служит богатым источником для учёных по вопросам религиозной философии, экзегетики, практического богословия, языковедения, истории литературы и медицины караимов.